# エンディコット (ニューヨーク州)
エンディコット（Endicott, New York）は米国ニューヨーク州ブルーム郡（en:Broome County, New York）ユニオン町（en:Union, New York）にある村で、ビンガムトンとジョンソン・シティー（en:Johnson City）と共に「トリプルシティー」と呼ばれている。名称はこの地域にあるEndicott Johnson靴製造会社の創始者の名称から取っている。

## 住民
2000年の住民数は13,038人で、91.65パーセントが白人で、続いて3.75％がアフリカ系などであった。イタリア系アメリカ人が20世紀初頭から靴会社で働いたので、村の北側にはいまでも彼らが多く住んでいる。

## 経済
2つの良く知られた会社が、エンディコットの経済に貢献した。

### エンディコット・ジョンソン
1854年創業の靴製造の会社、エンディコット・ジョンソン（Endicott Johnson）は、ジョージ・ジョンソン（George F. Johnson）社長の下で大いに発展して、1920年代に既に従業員数は20,000人に達した。第一次世界大戦・第二次世界大戦中にアメリカ軍に軍靴を供給したことでも有名である。
第二次世界大戦後は豊かな社会の好み、また1960年代は新興国の追い上げもあり、現在は事業を縮小してオハイオ州のロッキー・ブランド（Rocky Brands）の一部になっている。

### IBM
IBMはここで1911年にタイムレコーダー製造会社として創業されて、他2社を合併してパンチカード製品に進出して　1923年にIBMと社名を変えている。トーマス・ジョン・ワトソン・シニア社長の時代に、パンチカードシステムと電子計算機の製造・販売で大いに潤った。本社は第二次世界大戦後にニューヨーク市へ移したが（その後アーモンクへ）、1960～1970年代にはニューヨーク市に近いポキプシー・サイトに次いで多くの「メインフレーム」コンピューター、System/360、System/370、4300、VMソフトウェア、1403プリンターなどを開発・製造し、世界の市場を席巻して、1980年代の従業員数は16,000人に達した。
しかし、その後は製造がポキプシーへ集約され、またダウンサイジングの影響で従業員数は大いに減少して、2003年にはIBM施設は地元の不動産会社へ売られた。しかし現在もいくつかの建物をリースしており、600～800人の従業員がおもに研究・開発に従事している。またエンディコットの西郊外のオウィーゴ（Owego）には連邦政府のプロジェクト（マーキュリー計画、ジェミニ計画、アポロ計画）にかかわったIBM施設があって、最盛期には数千人が働いていたが、プロジェクトが終ると縮小されて、その後ロッキード・マーティンの子会社（Lockheed Martin Systems Integration – Owego）に売却された。

## 地理
ニューヨーク州内でもペンシルベニア州近くにあり、サスケハナ川の北側に面していて、ニューヨーク州道路17号線（en:New York State Route 17）上にある。

## 参照項目
- ブルーム郡（en:Broome County, New York）
- ビンガムトン
- ビンガムトン大学